# Porin Shakinystävät
Porin Shakinystävät, w skrócie PSY – fiński klub szachowy z siedzibą w Pori, mistrz kraju z 1987 roku.

## Historia
Klub powstał w 1926 roku. W sezonie 1977/1978 zadebiutował w SM-liidze, jednak spadł wówczas z ligi. W 1980 roku klub wygrał mecz barażowy z HSK i powrócił do SM-liigi. W latach 1981, 1982, 1985 i 1986 PSY zajmował trzecie miejsce w mistrzostwach kraju. W sezonie 1986/1987 zespół zdobył mistrzostwo Finlandii. W kadrze drużyny znajdowali się wówczas m.in. Jouni Yrjölä, Veijo Mäki i Jorma Paavilainen. W 1989 roku klub spadł z ligi. Na najwyższym poziomie rozgrywkowym klub spędził dziesięć sezonów.